# Робна берза
Робна берза је највеће прометно и терминско тржиште сировина у свијету.

## Историјат
Сматра се да су робне берзе засноване на робним поизводима настале у Шумеру између 4500. п. н. е. и 4000. п. н. е. Шумери су прво користили глинене токове запечаћене у глине, а затим глине за писање које представљају количину - на пример, број коза, који ће бити испоручен. Ова обећања о времену и датуму испоруке подсећају на фјучерс уговоре. Ране цивилизације различито су користиле свиње, ријетке шкољке или друге предмете као робни новац. Тржиште злата и сребра еволуирало је у класичним цивилизацијама. Прво, племенити метали су цијењени због своје љепоте и вриједности и били су повезани са краљевством. Прво су их користили за трговину и размјену за другу робу или за плаћање рада, затим је злато постало мјера за вриједност.

## Улога робне берзе
Робна берза је прва увела терминско трговање сточарским производима као што су на примјер сланина, говеђе половице итд. Робно тржиште је тржиште које се бави примарним економским сектором, а не производима. Меке робе су пољопривредни производи као што су пшеница, кафа, какао, воће и шећер. У тешке производе спадају злато, уље...Инвеститори приступају у око 50 главних робних тржишта широм свијета са чисто финансијским трансакцијама које све више превазилазе физичке послове у којима се роба испоручује. Уговори о фјучерсима су најстарији начин улагања у робу. Фјучерси се обезбеђују физичким средствима. Робна тржишта могу укључивати физичко трговање и трговање дериватима користећи спот цијене, форвардове, фјучерсе и опције за будућност. Пољопривредници су користили једноставан облик дериватног трговања на робном трзисту вековима за управљање ценовним ризиком.